# Mansur Faqiryar
Mansur Faqiryar (født 3. januar 1986 i Kabul, Afghanistan) er en afghansk fodboldspiller, der spiller for tyske VfB Oldenburg.

## Tidligere liv
Faqiryar flygtede fra borgerkrigen i Afghanistan i 1987 med sine forældre til Bremen i Tyskland. Efter folkeskole studerede han industriteknik i Bremen.

## Klubkarriere
I 2005 skrev Faqiryar under på en kontrakt med amatørklubben FC Union 60 Bremen. Her spillede han en sæson, og skiftede til FC Oberneuland i 2006. Her spillede han 43 ligakampe for klubben.
I 2009 skiftede han til VfB Oldenburg. Senere hen blev Faqiryar anfører i klubben.

## Landshold
Han fik sin debut for landsholdet i 2011, da Afghanistan vandt 3-0 over Bhutan.
I 2013 blev Afghanistan sydasiatiske mestre 2013, og han reddede bl.a. to straffespark i en kamp mod Nepal (1-0), og blev udnævnt af præsident Hamid Karzai til "folkehelt".